# Daniel Rodríguez Cofré
Daniel Alberto Rodríguez Cofré (18 de junio de 1965-Santiago de Chile, 18 de agosto de 2023) fue un ingeniero forestal y empresario chileno, exgerente general corporativo del holding Cencosud.

## Biografía
Estudió en el Colegio Alemán de Temuco, donde su padre fue profesor y director. Luego se tituló como ingeniero forestal de la Universidad Austral de Chile, en Valdivia, y obtuvo un posgrado en la Universidad Adolfo Ibáñez.
Sus inicios profesionales fueron en la unidad forestal de Shell en Chile. Prosiguió su carrera en Argentina, desde donde pasó de nuevo a su país y más tarde al Reino Unido, donde llegó a ejercer una de las gerencias de finanzas de lubricantes. En total trabajó por 17 años en la petrolera.
Durante una estadía en Alemania conoció al empresario Horst Paulmann, quien en agosto de 2008 lo llevó a Cencosud como gerente de finanzas corporativo. A la salida de Laurence Golborne ocupó interinamente la gerencia general corporativa, cargo en el que fue confirmado el 30 de enero de 2009.
Durante su gestión, Cencosud alcanzó un acuerdo para adquirir la cadena Bretas, con el cual se estableció como el cuarto operador supermercadista de Brasil. En lo sucesivo cerraría nuevas adquisiciones con las que la firma iría consolidando la operación en dicho país. Asimismo, se concretó la toma de control de Johnson, la inauguración del centro comercial Costanera Center en la capital chilena y el ingreso al negocio de supermercados en Colombia.
A fines de 2014 se anunció su salida de la compañía y su paso a la mexicana Fomento Económico Mexicano (FEMSA) como director corporativo del sector financiero, cargo que desempeñó hasta enero de 2016, cuando pasó a ocupar el cargo de director general de FEMSA Comercio.
Está casado con Marianne Scheel, descendiente de alemanes, con quien tiene cinco hijos, Florencia, Francisca, Magdalena, Josefina y Joaquín. Falleció en Santiago de Chile el 18 de agosto de 2023.